# Парфянский поход Красса
Парфя́нский похо́д Кра́сса — римско-парфянский военный конфликт, произошедший в 54—53 годах до н. э. на территории северо-западной Месопотамии.

## Предыстория похода
Вторжение римских войск под командованием триумвира Марка Лициния Красса в парфянские владения стало первым крупным вооружённым конфликтом в череде последовавших за ним римско-парфянских войн.
Первые контакты Римской республики и Парфянского царства относятся к 92 до н. э. В тот год Луций Корнелий Сулла будучи наместником Киликии принял парфянское посольство и установил дипломатические отношения.
В 69 до н. э. во время войны римлян с понтийским царём Митридатом и армянским Тиграном парфяне оказали поддержку Риму, выступив против Армении. Однако, римские полководцы не только не стремились сохранить союзные, но и просто мирные отношения с Парфией. Луций Лициний Лукулл по завершении войны с Арменией готовился к вторжению в занятую парфянами Месопотамию. Сменивший Лукулла на посту командующего восточной армией Гней Помпей сначала договорился с парфянами о совместных действиях против Армении и о разграничении владений по Евфрату. Однако, принудив к капитуляции Тиграна Армянского, Помпей изменил своё отношение к парфянам. В 64 до н. э. он вторгся в северные районы Месопотамии, ранее признанные парфянскими. Однако, война не вспыхнула, так как царь Фраат III не ответил на враждебные действия, ограничившись протестом. После того, как Помпей отбыл в Рим, парфяне восстановили контроль над этими районами.
В 57 до н. э. наместник Сирии Авл Габиний готовился к вторжению в Парфию под предлогом защиты права на престол царевича Митридата, которое тот оспаривал у своего брата Орода. Однако, Габиний получил из Рима приказ двигаться в Египет. В результате междоусобной войны, начатой Митридатом, он был разбит, схвачен и казнён, а у Парфии появился молодой энергичный царь Ород II, способный противостоять Риму в этом регионе.

### Обстановка в Риме
В результате политической борьбы 60-х годов до н. э. в Риме было установлено фактическое господство трёх представителей римской знати: Цезаря, Помпея и Красса, которые заключили между собой тайный союз о совместных политических действиях — первый триумвират. В 56 до н. э. на совместном совещании в Лукке триумвиры подтвердили ранее достигнутые договорённости, приняв решение добиваться продления проконсульских полномочий для Цезаря и консульства для Помпея и Красса.
В 55 до н. э. при поддержке Цезаря Помпей и Красс во второй раз были избраны консулами. Консулы, во-первых, продлили срок полномочий Цезаря в Галлии ещё на пять лет, а во-вторых, поделили между собой проконсульские провинции: Помпею достались обе Испании — Ближняя и Дальняя, Крассу — Сирия.

## Цели похода
В то время как Цезарь и Помпей имели славу успешных полководцев и влиятельных политиков, Красс в свои 60 лет отметился лишь в подавлении восстания Спартака. Походом на Восток он хотел поднять свой политический вес.
Также Красс был знаменит своей алчностью, которую отмечают античные авторы. Несмотря на то, что он был богатейшим человеком Рима, Красс хотел стать ещё богаче.
Непосредственной причиной стала гражданская война в Парфии, развернувшаяся между претендентами на престол - братьями Ородом и Митридатом. Свергнутый братом с престола Митридат бежал в римскую Сирию и обратился за помощью к проконсулу А. Габинию. Габиний однако, занятый восстановлением на престоле Птолемея Египетского, не смог оказать Митридату помощи.
В 55 г. до н.э. Митридат вторгся в Междуречье и с помощью эллинистического населения захватил Селевкию и Вавилон.
Помощь Митридату Парфянскому и стала непосредственным поводом для римского вторжения.

## Ход парфянской экспедиции

### Кампания 54 года до н. э.
Зимой 55 до н. э. Красс с 7 легионами (около 40 тыс. чел.) отбыл из Брундизия на юге Италии и через Малую Азию добрался до Сирии. Летом 54 до н. э. Красс, перейдя Евфрат в северо-западной части Месопотамии, без объявления войны вторгся в парфянские владения. Без сопротивления он овладел рядом греческих городов и около города Ихны разбил незначительный отряд местного парфянского наместника Силлака. К концу лета Красс контролировал северную Месопотамию вплоть до реки Хабор. После штурма Зенодотии, где местные жители перебили римский гарнизон, армия провозгласила Красса императором.
Несмотря на это стратегическая задача похода не была выполнена. Войска Орода II во главе с молодым полководцем Суреной взяли Селевкию штурмом. Митридат был казнен, а проримская партия в Парфии разгромлена. Узнав об этом, Красс принял решение прекратить поход. Оставив в захваченных городах значительные гарнизоны, общей численностью в 7000 пехотинцев и 1000 всадников, Красс с наступлением осени принял решение вернуться в Сирию на зимовку.

### Кампания 53 года до н. э.
Примерно в те же сроки, когда Лициний ещё оставался пребывать заложником сезонных условий, к нему присоединился легат Публий - сам сын триумвира, посланный Цезарем на помощь в компании 1-2 тыс. галльских всадников. Стоит также упомянуть, что незадолго до наступления Красса его посетил Артавазд II, царь Армении: почтенный гость уведомил Лициния, что был бы готов предложить своему потенциальному союзнику около 10 тыс. тяжеловооруженных воинов, если бы тот выбрал пойти на Селевкию альтернативным маршрутом, то есть по тропам Армении - непременно через враждебное Артавазду государство Атропатен; царь уверял, что особый горный ландшафт послужит на северной границе римлянам естественной защитой от мощной парфянской конницы. Со всем почётом принял Марк Лициний гостя у себя в Сирии, но на его предложение в итоге ответил отказом - триумвир посчитал нужным пойти прежним (проверенным) путем; тем не менее, Артавазд пообещал, что обеспечит Красса в походе тяжёлой кавалерией. Уже весной 53-го года до н. э. Марк Красс вновь двинулся в Месопотамию.
Вероятно, стратегический план Лициния заключался в следующем: подойти с войсками к Тигру и по его руслу спуститься к Селевкии, парфянской столице. Предполагалось, что именно на этом маршруте Артавазд II снабдит Красса обещанными подкреплениями, но случилось непредвиденное: Ород II вывел основную часть своих армий из Парфии и направился в Армению с целью отрезать пути связи двух союзников - Сурену же он оставил в столице. Таким образом, римляне остались без дружественного снабжения - в прежнем составе 35 тыс. легионеров и 6 тыс. всадников Марку Лицинию пришлось продолжить свой майский нелёгкий поход. Неизвестно, как скоро бы достиг Красс поставленных задач, если бы не местный проводник, оказавшийся парфянским агентом - предатель повел захватчиков совсем не к Тигру, но по пустынной равнине: прямо к засаде. Доверившись врагу, триумвир подписал своей армии смертный приговор.
Внезапно приблизившиеся к ним парфянские конники встретили изможденных римлян лучным огнём. Построившиеся в форме каре солдаты были не способны на преследование всадников, и потому терпели вражеский обстрел в исключительной оборонительной позиции; казавшийся нескончаемым град стрел постепенно выводил воинов Красса из боя. Тогда Марк Лициний предпринял следующую попытку: вместе со всей имевшейся кавалерией он отправил Публия на прорыв авангарда парфян. Но те, подготовившиеся к такому манёвру, отступили и увлекли легата за собой, поодаль от основных легионов - почти всех заманенных в ловушку перебили; что же касается Публия, его голову, что водрузили на копьё, в качестве послания прислали старшему Крассу. Триумвир хорошо осознавал, что единственно верным вариантом в таком отчаянном положении послужит только отступление: ночью Лициний бросил наполненный раненными лагерь и укрылся с небольшим отрядом в Каррах. Битва была проиграна.

### На русском языке
- Беликов А. П. Парфянский поход Красса: военно-технический аспект // Para bellum. — СПб., 2001. — № 12.
- Бокщанин A. Г. Битва при Каррах (недоступная ссылка — история) // Вестник древней истории. — 1949. — № 4. — С. 41—50.
- Утченко, С. Л. Юлий Цезарь. — М.: Мысль, 1976. — 348 с.

### На английском языке
- Keyghtley, Th. The history of Rome. — 1836.
- Rollin, Ch. The ancient history of the Egyptians, Carthaginians, Assyrians, Babylonians, Medes and Persians, Macedonians and Grecians. Volumes III-IV. — 1857.

### На немецком языке
- Müller, B. Der Partherkrieg des Crassus. — 2009. — ISBN 978-3-640-46657-3.